# 永治教堂

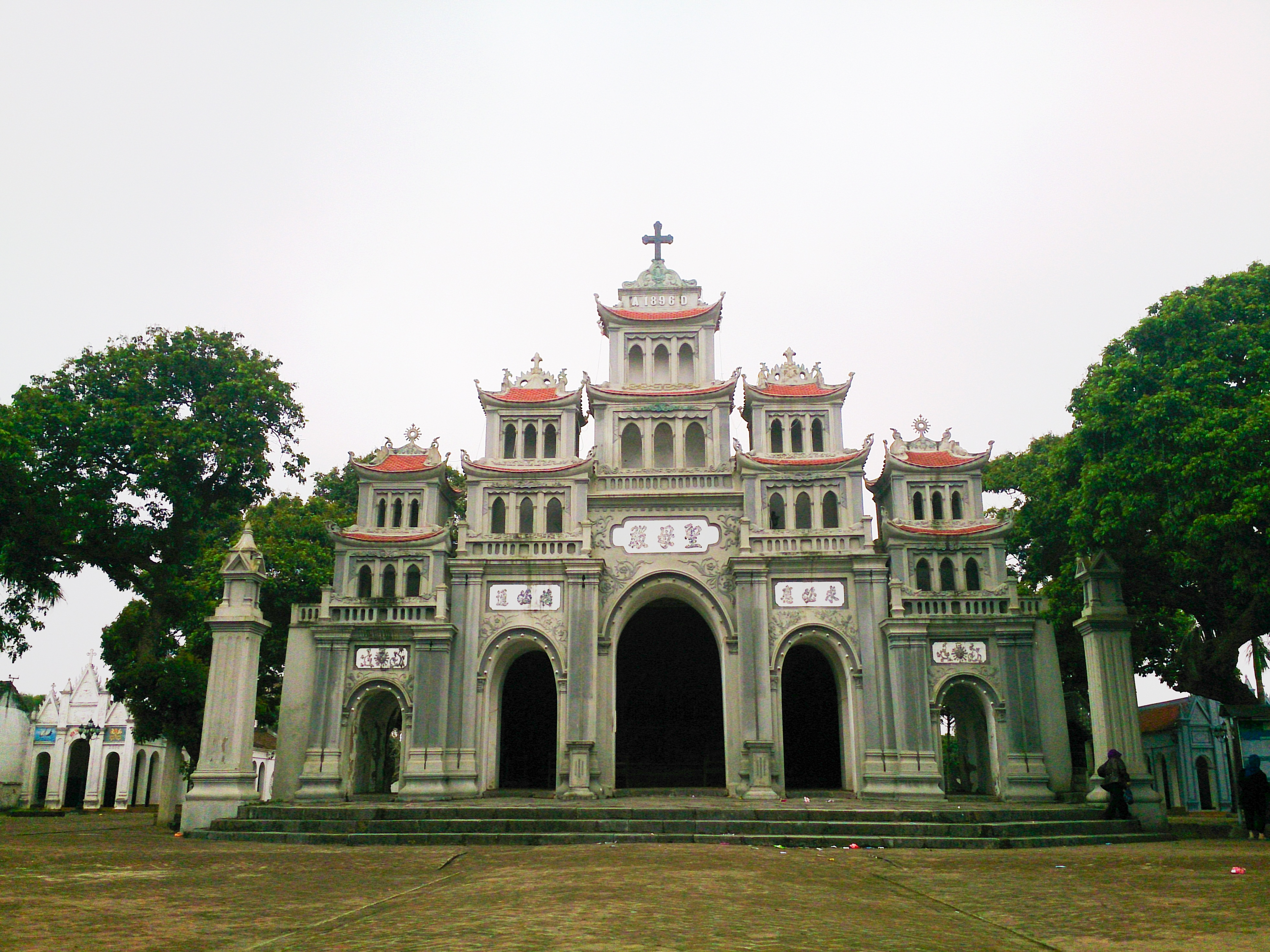
永治教堂的越南传统建筑

永治教堂（Nhà thờ Vĩnh Trị）是一座天主教堂，位于越南南定省懿安县安治社（Xã Yên Trị）。永治堂区是越南北部最古老的堂区之一，在2005年庆祝了其成立300周年。永治教堂在1765年至1858年曾经是西东京代牧区的总部，1858年被嗣德帝摧毁。
教堂本身建于1895年。教堂长40m，宽10m，体现越南传统建筑风格。 教堂的中心有52根铁木柱，每根柱子的周长为1米半。